# Martin Jobert
Pour les articles homonymes, voir Jobert.
Martin Jobert est un acteur français, né le 25 juillet 1995 à Paris 11e. Sa carrière précoce se compose de publicités télévisées (le visiophone de France Telecom par exemple) et de fictions.

## Biographie
Il apparaît pour la première fois à l'écran à l'âge de 4 ans en jouant dans une publicité pour Skip.
Il s'illustre ensuite à la télévision dans plusieurs téléfilms dont Joséphine, ange gardien ou Julie Lescaut ainsi que dans L'Île atlantique, adaptation produite par Arte du livre éponyme de Tony Duvert.
Il apparaît à l'affiche aux côtés de Kad et Olivier pour le film Un ticket pour l'espace où il incarne Hugo, le fils de Kad ; puis on le retrouve en 2002 dans le long métrage L'Adversaire aux côtés de Daniel Auteuil, où il joue le rôle de Vincent. Par la suite, on le retrouve en 2006 dans le film Nos jours heureux. Il apparaît également dans Lettres de la mer rouge, Le Cri, Petits meurtres en famille (saga d'hiver sur France 2) et Équipe médicale d'urgence.
À la rentrée 2006, il joue dans Un château en Espagne où il interprète un des rôles principaux, Esteban, un enfant qui fait tout pour ne pas être séparé de son meilleur ami à la suite d'un déménagement en Espagne.
En 2007, Martin part en Belgique et au Luxembourg pour le tournage du film Les Enfants de Timpelbach, où il incarne Willy, l'adjoint cynique d'un chef de bande autoritaire, aux côtés de Carole Bouquet et Gérard Depardieu. Il part ensuite au Portugal pour la série Une famille formidable, où il donne corps à José, le fils caché du père de famille.
Sa sœur, Zélie Jobert, est aussi actrice.
En 2018 il crée avec plusieurs camarades de promotion le festival de jeune création théâtrale La Mascarade à Nogent l’Artaud (Aisne).

## Filmographie

### Cinéma
- 2001 : L'Adversaire de Nicole Garcia : Vincent
- 2005 : Un ticket pour l'espace de Eric Lartigau : Hugo enfant
- 2006 : Nos jours heureux de Olivier Nakache et Eric Toledano : Benoît Pichavent
- 2006 : Un château en Espagne de Isabelle Doval : Esteban Marquès
- 2008 : Les Enfants de Timpelbach de Nicolas Bary : Willy Hak
- 2010 : La Cabritote
- 2011 : Chez Gino de Samuel Benchetrit : Marco Roma
- 2012 : Cornouaille de Anne Le Ny : Erwan

### Télévision
- 2003 : L'Île Atlantique de Gérard Mordillat
- 2004 : Julie Lescaut, épisode 9 saison 13, Double vie de Bernard Uzan : Rémi
- 2004 : Joséphine, ange gardien, épisode Robe noire pour un ange
- 2005 : Lettres de la Mer Rouge
- 2006 : Le Cri
- 2006 : Petits Meurtres en famille
- 2006 : Équipe médicale d'urgence, épisode Graine de champion
- 2006 : Sous les vents de Neptune
- 2008-2018 : Une famille formidable : José
- 2011 : La Très Excellente et Divertissante Histoire de François Rabelais d'Hervé Baslé
- 2013 : Fais pas ci, fais pas ça, saison 6 épisode 6 : Julien, le neveu de Valérie Bouley